# Ходжер, Григорий Гибивич
Григорий Гибивич Хо́джер (1929—2006) — советский нанайский писатель. Член КПСС с 1954 года. Заслуженный работник культуры РСФСР (1991).

## Биография
Григорий Ходжер родился в 1929 году в семье рыбака и охотника в селе Верхний Нерген (ныне Нанайский район Хабаровского края) 5 апреля 1929 года. Окончил семь классов в родном селе и поступил на работу на Малмыжский консервный завод учеником-жестянщиком. Затем работал секретарем сельсовета с. Джуен.
В 1947 г. переехал на Южный Сахалин, где два года работал в рыболовецкой комсомольско-молодежной бригаде.
В 1949 г. поступил в Ленинградский педагогический институт им. Герцена, окончил исторический факультет и возвратился на Дальний Восток. Работал сотрудником редакции газеты «Тихоокеанская звезда», потом стал заниматься литературной работой как писатель-профессионал. В 1956 году окончил исторический факультет ЛГПИ имени А. И. Герцена.
Первые произведения Ходжера были напечатаны в 1953 году. Отдельным изданием сборник его рассказов «Первые сдвиги» вышел в 1958 году. Его перу принадлежат повести «Чайки над морем», «Эморон-озеро», «Правнук Дерсу Узала», «Последняя охота», «Какого цвета снег?», «Гайчи», «Пустое ружье», «Квартира с видом на Амур» и другие. Нанайцам-фронтовикам посвящена документальная повесть «Найхинцы». В трилогии «Амур широкий» показана жизнь нанайцев в период с конца XIX века до середины 1930-х годов. Также Ходжер является автором ряда произведений для детей. Он активно собирал и публиковал нанайский фольклор, составлял сборники литературных произведений народов Дальнего Востока СССР.

## Память
5 апреля 2019 года в Хабаровске по ул. Запарина, 90 открыли мемориальную доску писателю.

## Награды и премии
- Орден Трудового Красного Знамени
- Орден Дружбы народов
- Заслуженный работник культуры РСФСР (2 декабря 1991) — за заслуги в области культуры и многолетнюю плодотворную работу[3]
- Государственная премия РСФСР имени М. Горького (1973) — за трилогию «Амур широкий»